# Sphenomorphus simus
Sphenomorphus simus — вид сцинкоподібних ящірок родини сцинкових (Scincidae). Мешкає в Індонезії і Папуа Новій Гвінеї.

## Поширення і екологія
Sphenomorphus simus мешкають на Новій Гвінеї, на сусідніх островах Біак, Япен і Ару та на архіпелазі Бісмарка. Вони живуть у вологих тропічних лісах, на висоті до 1722 м над рівнем моря.